# UrbanLab
UrbanLab — американская архитектурная и градостроительная компания со штаб-квартирой в Чикаго, штат Иллинойс, США. Компания, основанная Мартином Фелсеном, членом Американского института архитекторов, и Сарой Данн (англ. Sarah Dunn) в 2001 году, известна своей ориентацией на экологичность, творческие эксперименты и совместный подход к зданиям, пространствам и городам.

## Описание
Масштаб проектов UrbanLab варьируется от таких зданий как Хеннепин в штате Иллинойс, резиденции многоцелевых жилых и коммерческих зданий, таких как штаб-квартира Upton's Naturals, общественных открытых пространств, таких как внутренний двор Умного художественного музея Чикагского университета, а также крупномасштабные проекты городского дизайна, такие как Growing Water в Чикаго и Генеральный план (13 км² / 5 миль²) для региона Янмин-Лейк (англ. Yangming Lake) в Чандэ, Китай. UrbanLab была удостоена премии Латроба (англ. Latrobe Prize) 2009 года Американским институтом архитекторов, Коллегией стипендиатов.

## Growing Water
UrbanLab выиграла конкурс на звание «Город будущего: проект и инженерия» от History Channel. Администрация конкурса предложила архитекторов из трёх городов, Нью-Йорка, Чикаго и Лос-Анджелеса, разработать концептуальный план своего города через 100 лет. По окончании соревнований команд был назван финалист от каждого города. В финальном раунде конкурса с известным архитектором Даниэлем Либескинд в качестве церемониймейстера UrbanLab была объявлена национальным победителем после месячного онлайн-голосования.
Проект UrbanLab «Growing Water» начинается с предположения, что через 100 лет «вода станет новой нефтью», и предполагает, что Чикаго будет перерабатывать 100 % своих сточных вод обратно в озеро Мичиган. Этот проект вдохновлён богатой историей Чикаго, включая его систему бульваров, поворот реки Чикаго и проект План туннеля и водохранилища. План призывает к созданию новых бульваров, которые будут направлять сточные воды из зданий в системы теплиц и водно-болотных угодий, которые будут очищать воду и отправлять её обратно в озеро, создавая новую сеть социальных и рекреационных пространств, новых парков и коридоров. Эти новые коридоры будут называться «экобульварами» и будут расположены примерно через каждые 500—600 метров в городе.

## Боулинг
«Bowling: Water, Architecture, Urbanism» — книга о работе UrbanLab, написанная Фельсеном и Данном, опубликованная издательством Applied Research and Design. Книга исследует отношения и реалии между городами, архитектурой и водой. Поскольку население городов неуклонно растёт, природные ресурсы мира потребляются всё более быстрыми темпами. Большинство населения мира проживает в странах, где запасы чистой воды истощаются, и эта нехватка воды также быстро превращается в нехватку продовольствия. Что могут сделать дизайнеры, чтобы предотвратить надвигающуюся реальность, связанную с водой? В книге рассматриваются потенциальные водные кризисы как возможность размышлять о будущих возможностях городского дизайна, особенно в крупных городах. Представлено несколько проектов, в которых используется экологический подход к переосмыслению принятых методологий городского проектирования, направленных на проектирование, связанной с водой, инфраструктуры в существующих и новых городах.

## Награды и отличия
- 1995 — Стипендия Ллойда Уоррена[англ.]: 82-я Парижская премия, Институт Ван Алена[англ.].
- 2003 — Приз конкурса «Emerging Visions», Чикагский архитектурный клуб (англ. Chicago Architecture Club).
- 2007 — Национальный гран-при, Город будущего: проект и инженерная задача[10], History Channel.
- 2007 — Премия AIA Divine Detail[11] — Ханны Бретцель.
- 2007 — Премия Молодого Архитектора Семьи Дубина[12], AIA Чикаго.
- 2008 — Премия за выдающиеся достижения в образовании, студенты Американского института архитектуры.
- 2008 — Премия AIA Unbuilt Design[13], Growing Water, Чикаго.
- 2009 — Global Visionary[14], WBEZ[англ.], Чикагское общественное радио.
- 2009 — Премия Латроба[15], от Американского института архитекторов (AIA) — Члены колледжа.
- 2009 — Премия AIA Urban Design Award[16] — Growing Water, Чикаго.
- 2009 — Приз за выдающееся здание AIA[17] — Дом Хеннепина, Хеннепин[англ.], Иллинойс.
- 2010 — Венецианская биеннале архитектуры[англ.][18], Археологические работы на 12-й Международной выставке.
- 2010 — Новые голоса (англ. Emerging Voices)[19], Архитектурная лига Нью-Йорка — лекция, прочитанная в Новом музее современного искусства.
- 2010 — Челлендж Бакминстера Фуллера[англ.], почётное упоминание[англ.][20].
- 2010 — Почётная награда AIA за архитектуру интерьера[21] — Хеннепин-Хаус, Хеннепин[англ.].
- 2011 — Почётная награда AIA в области регионального и городского дизайна[22] — вертикальное сельское хозяйство на профсоюзных складах[англ.].
- 2012 — Премия AIA за небольшой проект — видео-аркады для Магазина товаров[англ.] в Чикаго.
- 2012 — Венецианская биеннале архитектуры[англ.][23], 13-я международная выставка.
- 2013 — Специальная награда AIA за лидерство в области устойчивого развития[24] — MoMA PS1[англ.].
- 2014 — Фонд перспективных исследований в области изящных искусств Грэма[англ.] — грант на публикацию.
- 2014 — Премия AIA за незастроенный дизайн, особое признание[25] — MoMA PS1.
- 2014 — Почётная награда AIA за выдающееся здание[26] — Morgan Street Live/Work.
- 2014—2015 — Архитектурная премия Mies Crown Hall, номинированная работа[27] — Резиденция мохоки (англ. Mohawk Residence).
- 2015 — Чикагская биеннале архитектуры[англ.][28], состояние искусства архитектуры.
- 2016 — Почётная награда AIA в области регионального и городского дизайна[29] — Генеральный план города Чандэ, Китай.